# Château de Palézieux
Le château de Palézieux est un château situé dans le canton de Vaud, en Suisse. Cet « imposant château féodal » a presque complètement disparu. Il n'en reste plus que quelques ruines,.

## Histoire
Selon une chronique de 1154, la famille de Palézieux a construit le château de Palézieux au début du XIIe siècle sur l'ancienne route romaine reliant Vevey à Moudon. Elle a fortifié le village de Palézieux et entouré le château d'un double fossé pouvant être rempli par l'eau de la Broye. Le château était composé d'un donjon carré de trois toises de côté et d'une cour entourée de murailles et commandait le pont sur la Broye, principale voie de communication de la région, qui pouvait facilement être mis en état de défense,.
La famille de Palézieux a plus tard dû hypothéquer puis vendre le château. En 1302, Nicolas de de Billens a acheté le château et la seigneurie. Son fils, Humbert de Billens, a entouré le château de fossés et de murailles et remis en état les remparts,. La seigneurie et le château ont passé par héritage aux comtes de Gruyères en 1381,.
Pendant l'époque bernoise le château n'était pas entretenu, car le bailli logeait au château d'Oron ; la végétation l'a donc envahi. En 1629, il a déjà été décrit comme « casy ruyné ». Le donjon existait encore en 1773 ; il abritait les bois de justice, l'échafaud où est appliquée la peine de mort. En 1910, seuls la base du donjon et quelques pans du mur d'enceinte subsistaient,. Les fossés, à moitié comblés, sont encore visibles.